# Christine Delphy
Christine Delphy (Paris, 9 de dezembro de 1941) é uma socióloga francesa, pesquisadora do CNRS, desde 1966, no campo dos estudos feministas e de gênero. É uma das fundadoras da  Nouvelles Questions féministes, uma revista que introduziu, entre outros, o conceito de gênero e o a corrente intelectual vigente do feminismo materialista, categoria que ela desenvolve em 1975. 
Ela tem uma atividade militante importante, antes de tudo nos anos 1960-70, em diferentes grupos feministas relacionadas com o Movimento de Libertação das Mulheres, dos quais ela é membro fundadora, antes de se envolver nos anos 2000-2010 em círculos de reflexão críticos ao liberalismo, tais como a Fundação Copérnico e, em seguida, na luta contra a lei sobre os símbolos religiosos nas escolas públicas francesas e, mais geralmente, na luta contra a islamofobia.

## Biografia
Christine Delphy é a filha de um farmacêutico e uma farmacêutica. Estudou sociologia na Sorbonne, em Chicago e em Berkeley, nos Estados Unidos. Em 1965, trabalhou para o Washington Urban League (uma organização de direitos civis dos negros). Estudante de doutorado de filosofia em Montreal, em 1968, ela entrou para o CNRS em 1970 e atualmente é diretora de pesquisa emérita.

## Teoria feminista
No volume 1 de seu livro L'ennemi principal économie politique du patriarcat  (uma coleção de ensaios sobre o feminismo), ela destaca o trabalho doméstico como a base de um modo de produção distinto do modo capitalista.

### Produção doméstica
Este modo de produção é baseado na instituição da família, onde a força de trabalho dos membros de uma família — mulheres, filhos, irmãos e irmãs solteiras — pertence ao cabeça da família, que aplica esse trabalho para a produção de mercado e para a produção fora do mercado. É à produção fora do mercado que o trabalho não remunerado das mulheres, hoje no Ocidente, se dá: limpeza, cuidados a pessoas dependentes.
Assim, de acordo com ela, a sociedade ocidental contemporânea está baseada em duas dinâmicas paralelas: o modo de produção capitalista e o modo de produção patriarcal (ou doméstico). Em sociedades menos desenvolvidas, onde a agricultura é a principal produção, o modo de produção doméstica predomina, intrincada com o capitalismo, como no Ocidente.
Esta tese tem uma influência teórica e política significativa para os estudos feministas, paralelamente a muitas outras teorizações. Em ambientes marxistas tradicionais, continua a ser combatida porque os marxistas argumentam que a opressão específica das mulheres pode ser explicada a partir do capitalismo.

### Feminismo materialista
Ela é uma das representantes do feminismo materialista, que se opõe tanto ao diferencialismo e seus sinônimos (essencialismo e naturalismo) quanto ao reducionismo do marxismo ortodoxo. Hoje, essa corrente reúne teóricas e militantes como Monique Wittig, Emmanuèle de Lesseps, Colette Guillaumin, Nicole-Claude Mathieu, Paola Tabet e Jules Falquet.

### Atividades militantes
Christine Delphy participou, em 1968, da construção de um dos grupos fundadores do Movimento de libertação das mulheres, o grupo FMA (Feminismo, Masculino, Devir, em francês), que se torna em 1969 Feminismo, Marxismo, Ação, com Emmanuèle de Lesseps, Anne Zelensky e Jacqueline Feldman-Hogasen.
Este grupo se juntou com outros (compostos em particular por Monique e Gille Wittig, Christiane Rochefort, Micha Garrigue e Margaret Stephenson), para formar o MLF em agosto de 1970; em setembro do mesmo ano, essas mesmas pessoas formam um sub-grupo do MLF: as Feministas Revolucionárias, que existiu até 1977, com interrupções longas.
Em 1977, ela participou da fundação da primeira revista em língua francesa de estudos feministas : Questions féministes (QF) e, em 1980, ela co-fundou Nouvelles Questions féministes (NQF). As duas publicações foram fundadas com o apoio ativo de Simone de Beauvoir, que foi diretora de publicação até sua morte.
Em 2001, enquanto co-presidente da Fondation Copernic, ela propõe denunciar a a guerra dos Estados Unidos contra o Afeganistão e, ao confrontar-se com uma rejeição, ela fundou com Willy Pelletier (coordenador de Copérnico) e outros membros da extrema-esquerda (como Catherine Lévy, Daniel Bensaïd, Jacques Bidet, Annie Bidet, Nils Anderson, Henri Maler, Dominique Lévy) a Coalizão Internacional contra a Guerra. 

## Publicações

### Livros
Livros individuais
- The Main Enemy, W.R.R.C.P., London, 1977
- Por un feminismo materialista, La Sal, Barcelona, 1982
- Close to Home, London, Hutchinson, & The University of Massachusetts Press, 1984
- Familiar Exploitation: A New Analysis of Marriage in Contemporary Western Societies'}, avec Diana Leonard, {{{2}}} 1992
- L'ennemi principal (Tome 1): économie politique du patriarcat, Paris, Syllepse, 1998. (Réédité en 2009 par Syllepse, ISBN 2849501980
- L'ennemi principal (Tome 2): penser le genre, Paris, Syllepse, Paris, 2001. (Réédité en 2009 par Syllepse, ISBN 2907993887
- Classer, dominer : qui sont les autres, Paris, La Fabrique (éditeur), 2008, ISBN 978-2-913372-82-5
- Un universalisme si particulier, Féminisme et exception française, Paris, Syllepse, 2010, ISBN 978-2-84950-264-8

Livros coletivos
- Cinquantenaire  du Deuxième sexe (dir. avec Sylvie Chaperon), Paris, Syllepse, 2001.
- Le foulard islamique en questions, Paris, Éditions Amsterdam, 2004.
- Un troussage de domestique (dir.), Paris, Syllepse, 2011, Syllepse, ISBN 978-2-84950-328-7.[6]